# Carlos Sánchez Jaramillo
Carlos José Sánchez Jaramillo (Fredonia, 1935 - Medellín, 29 de diciembre de 2018) fue un actor colombiano, conocido sobre todo por su interpretación de Juan Valdez en diferentes anuncios durante treinta años, de 1969 a 2006.

## Biografía
En 1935 estudió en la Universidad de Antioquia. Fue pintor y cursó estudios de teatro pero también fue granjero de café del Departamento de Antioquia, Colombia. 
En 1969, Carlos Sánchez fue elegido para sustituir al actor cubano de origen español José Duval, que falleció en 1993 en Estados Unidos por un infarto y quien había sido Juan Valdez entre 1959 y 1969. Hizo este papel hasta 2006 cuando fue reemplazado por el también antioqueño Carlos Castañeda.
Juan Valdez fue un personaje ficticio que apareció en los anuncios de la Federación Nacional de Cafeteros de Colombia en 1959, donde se representaba al típico granjero de café colombiano. Su apariencia iba acompañada con su mula Conchita, llevando sacos de granos de café. Esta imagen se convirtió en un icono cultura internacional. 
El 29 de diciembre de 2018 moría a causa de una afección respiratoria a los 83 años. Dejó viuda Alma Cataño, con quien compartió 60 años de matrimonio, dos hijos y dos nietos.